# Iracema (Roraima)
Iracema is een gemeente in de Braziliaanse deelstaat Roraima. De gemeente telt 6.250 inwoners (schatting 2009).

## Aangrenzende gemeenten
De gemeente grenst aan Alto Alegre, Cantá, Caracaraí, Mucajaí en Barcelos (AM).

### Landsgrens
En met als landsgrens aan de gemeente Alto Orinoco in de staat Amazonas met het buurland Venezuela.